# Horodło (gromada)
Horodło – dawna gromada, czyli najmniejsza jednostka podziału terytorialnego Polskiej Rzeczypospolitej Ludowej w latach 1954–1972.
Gromady, z gromadzkimi radami narodowymi (GRN) jako organami władzy najniższego stopnia na wsi, funkcjonowały od reformy reorganizującej administrację wiejską przeprowadzonej jesienią 1954 do momentu ich zniesienia z dniem 1 stycznia 1973, tym samym wypierając organizację gminną w latach 1954–1972.
Gromadę Horodło z siedzibą GRN w Horodle utworzono w powiecie hrubieszowskim w woj. lubelskim na mocy uchwały nr 8 WRN w Lublinie z dnia 5 października 1954. W skład jednostki weszły obszary dotychczasowych gromad Janki, Horodło i Poraj ze zniesionej gminy Horodło w tymże powiecie. Dla gromady ustalono 22 członków gromadzkiej rady narodowej.
1 stycznia 1960 do gromady Horodło włączono obszary zniesionych gromad Matcze i Zosin w tymże powiecie.
1 stycznia 1962 do gromady Horodło włączono wieś i kolonię Kopyłów, wieś Liski i osadę leśną Matcze ze zniesionej gromady Kopyłów w tymże powiecie.
1 stycznia 1963 do gromady Horodło włączono wieś Kobło z gromady Dziekanów w tymże powiecie.
Gromada przetrwała do końca 1972 roku, czyli do kolejnej reformy gminnej. 1 stycznia 1973 w powiecie hrubieszowskim reaktywowano gminę Horodło.